# Эллиоттия
Эллио́ттия (лат. Elliottia) — род растений семейства Вересковые.

## Ботаническое описание
Кустарники или деревья. Листья очередные, иногда мутовчатые. Соцветие — кисть или метёлка, 2–80-цветковая, иногда цветки одиночные; цветки обоеполые, радиально-симметричные, лепестков от 4 до 5. Плод — коробочка, содержащая от 30 до 100 яйцевидных семян.

## Ареал
Виды рода Эллиоттия встречаются в США в штатах Аляска, Джорджия, Орегон, Южная Каролина и Вашингтон.

## Виды
По информации базы данных The Plant List, род включает 4 вида:
- Elliottia bracteata (Maxim.) Benth. & Hook.f. — Эллиоттия прицветниковая
- Elliottia paniculata (Siebold & Zucc.) Benth. & Hook.f. — Эллиоттия метельчатая
- Elliottia pyroliflora (Bong.) S.W.Brim & P.F.Stevens
- Elliottia racemosa Muhl. ex Elliott — Эллиоттия кистевидная

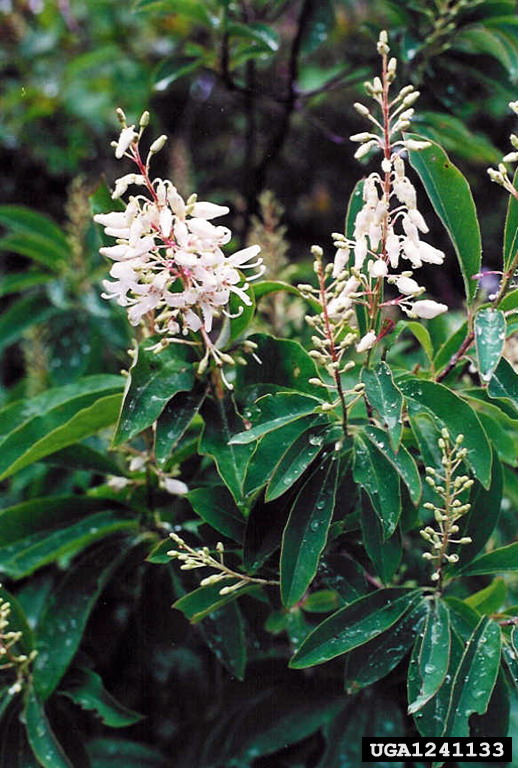
Эллиоттия кистевидная (Elliottia racemosa)
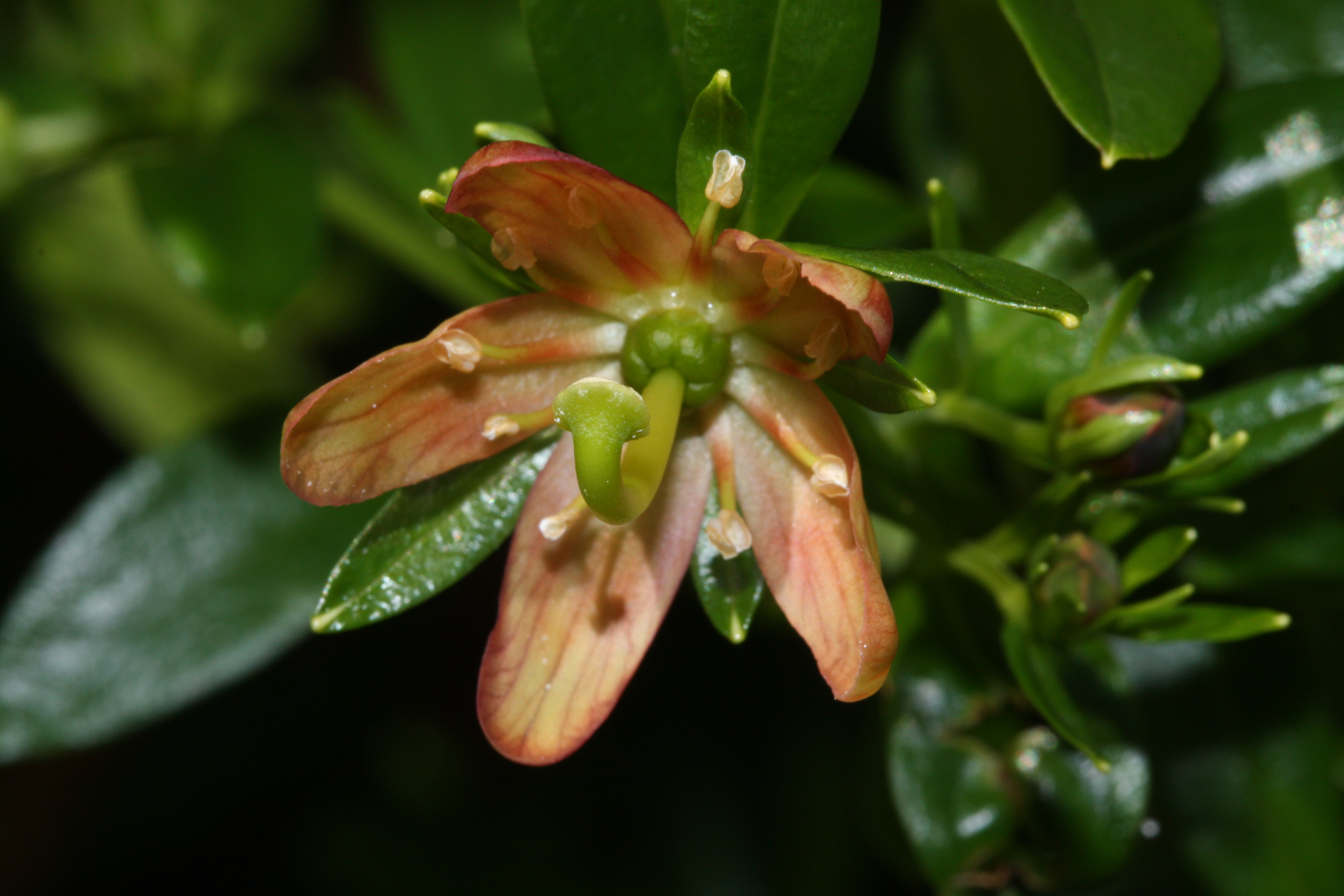
Elliottia pyroliflorus
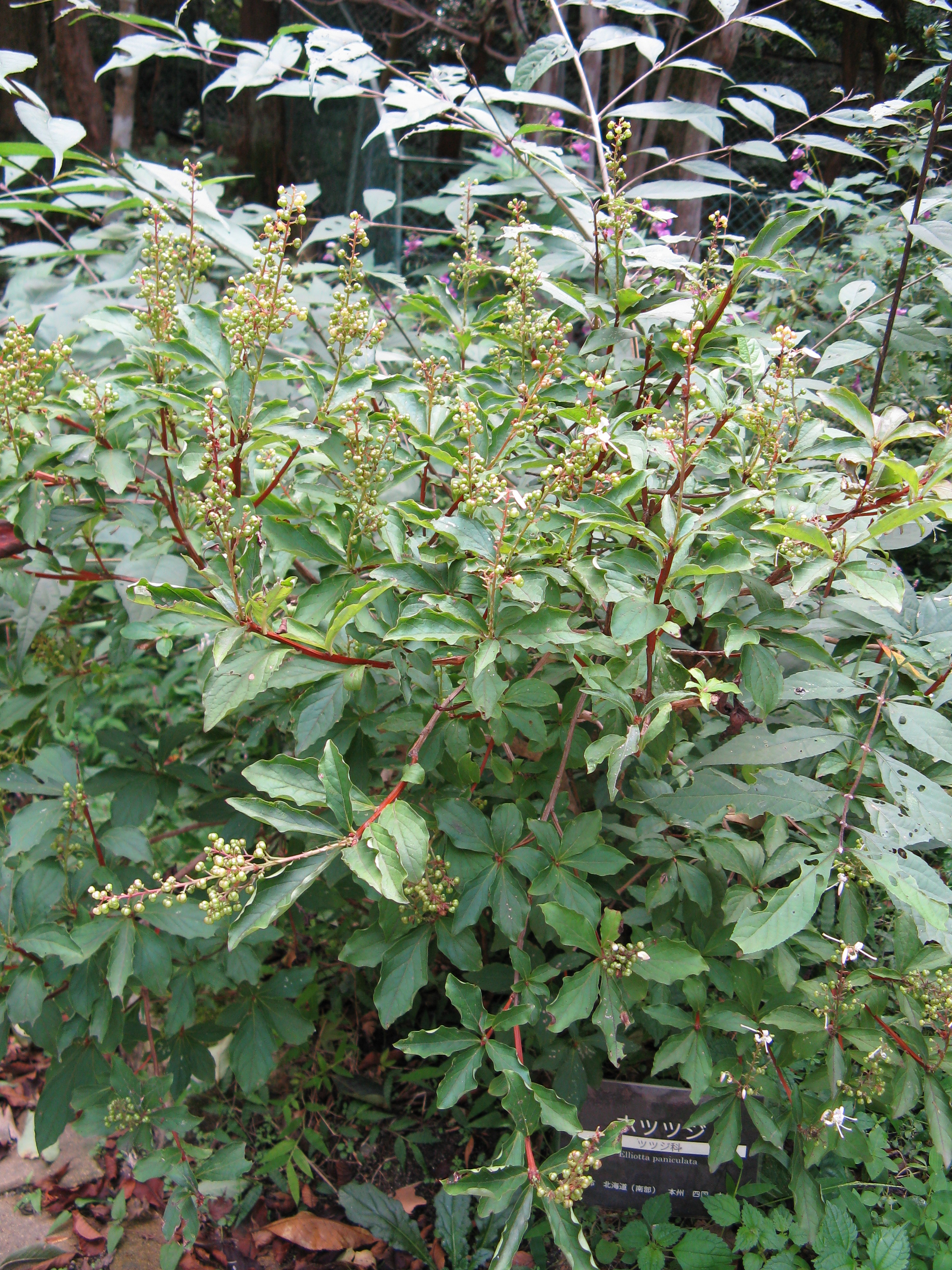
Эллиоттия метельчатая (Elliottia paniculata)